# Sabotsy Namatoana
Sabotsy Namatoana est une commune rurale malgache,située dans la partie sud-est de la région de Vakinankaratra, dans le district d'Ambatolampy. Elle a 9 Fokotany: Soantenaina, Mahazoarivo, Tsarahonenana, Tsiazompaniry, Soamitazana, Betlehema, Siona, Morafeno, Ankoratsaka